# Jamsil-dong
Jamsil-dong (koreanska: 잠실동) är en stadsdel i Sydkoreas huvudstad Seoul. Den ligger på den södra sidan Hanfloden i stadsdistriktet Songpa-gu. I den västra delen av stadsdelen ligger Jamsil Baseball Stadium och Seouls Olympiastadion. I den östra delen ligger nöjeskomplexet Lotte World med vad som anses vara världens största temapark inomhus och skyskrapan Lotte World Tower som med sina 123 våningar är Sydkoreas högsta byggnad.

## Indelning
Administrativt är Jamsil-dong indelat i:
| Namn     | Namn                | Yta km² | Invånare 31 dec 2020 |
| -------- | ------------------- | ------- | -------------------- |
| 잠실본동 | Jamsilbon-dong      | 0,9     | 29 093               |
| 잠실2동  | Jamsil 2(i)-dong    | 2,2     | 36 216               |
| 잠실3동  | Jamsil 3(sam)-dong  | 1,5     | 35 497               |
| 잠실4동  | Jamsil 4(sa)-dong   | 1,6     | 21 798               |
| 잠실6동  | Jamsil 6(yuk)-dong  | 2,8     | 17 366               |
| 잠실7동  | Jamsil 7(chil)-dong | 0,6     | 9 903                |
| 1.       |                     |         |                      |

## Galleri

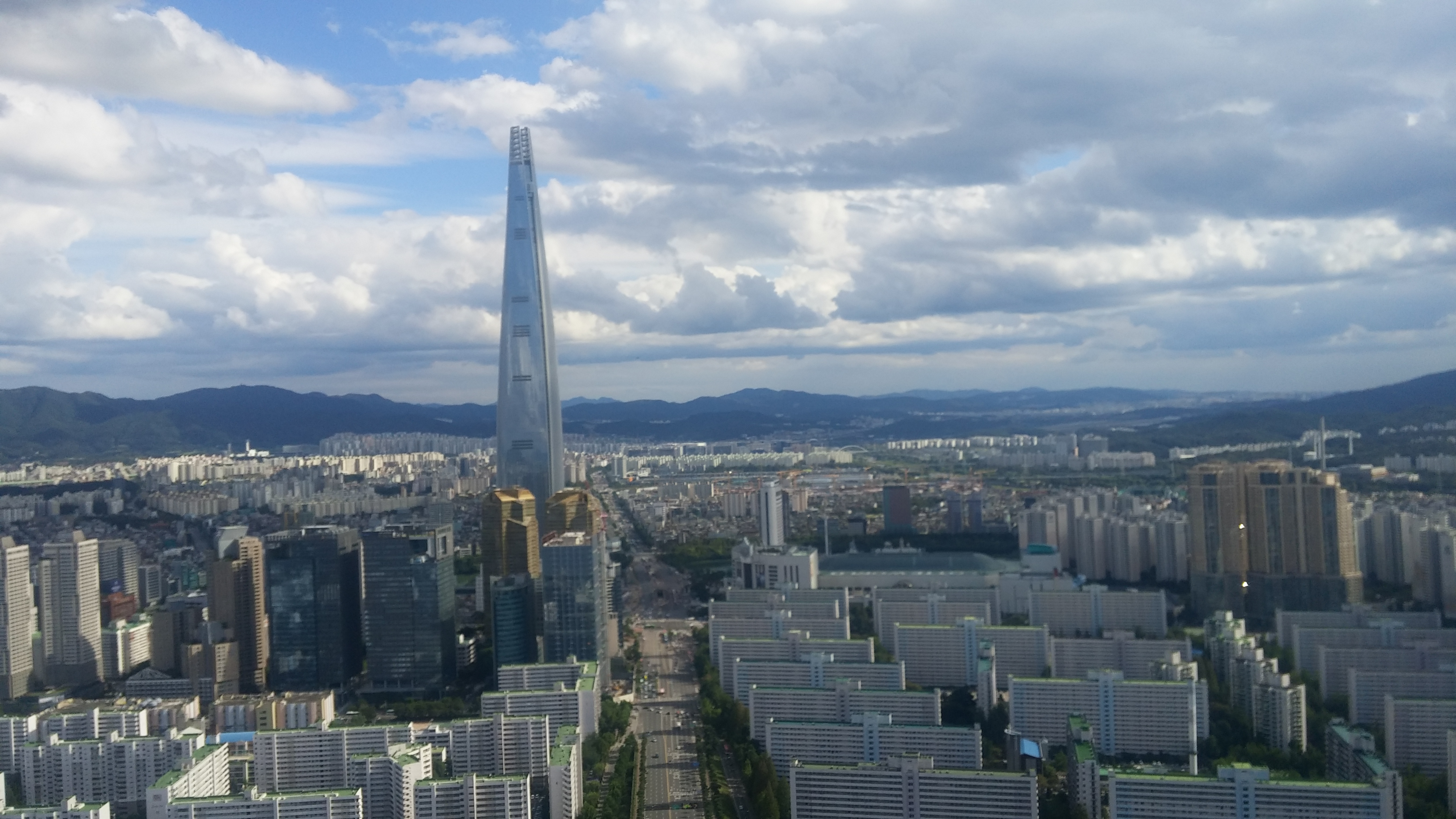
Lotte World Tower
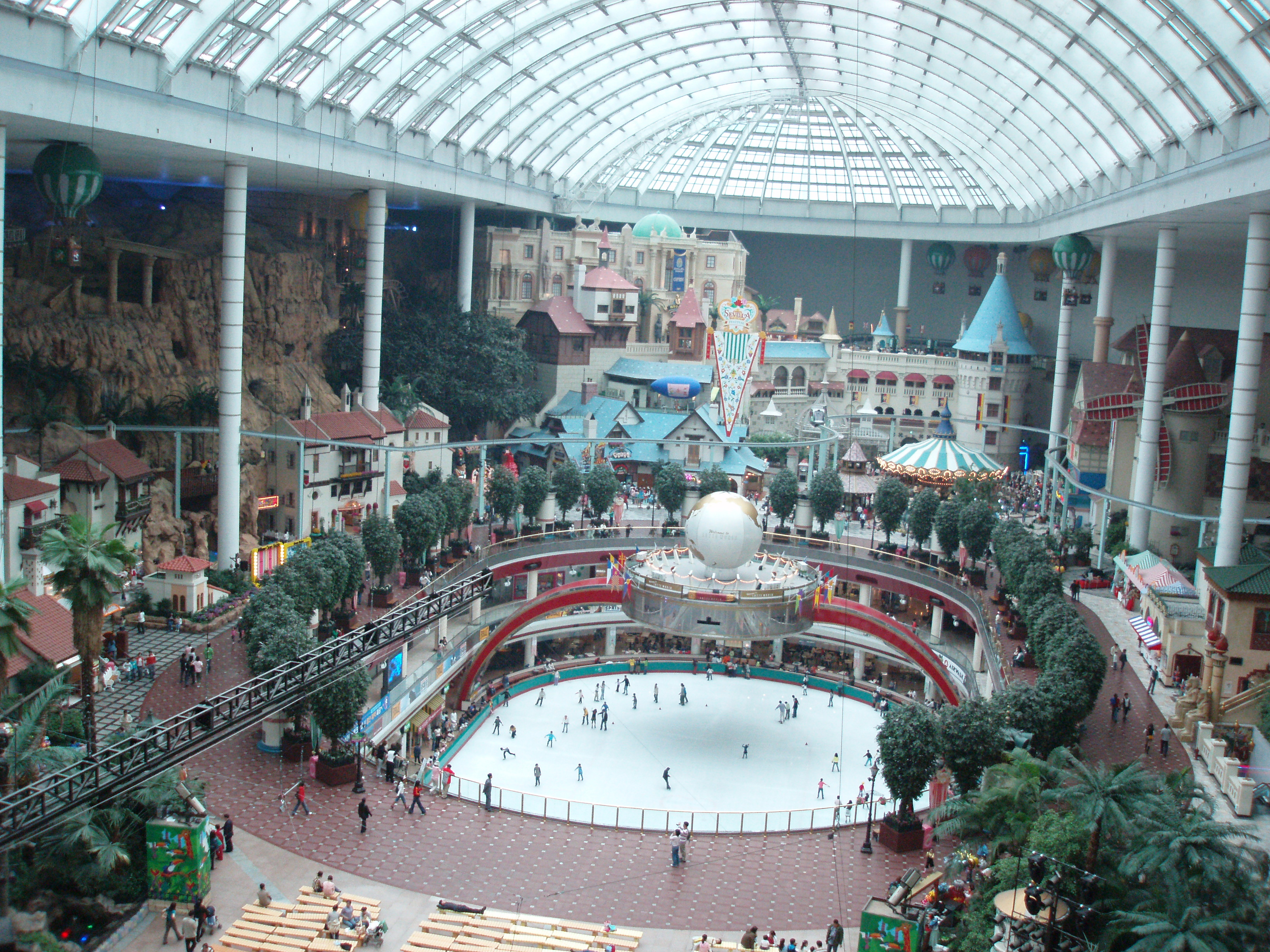
Temaparken Lotte World
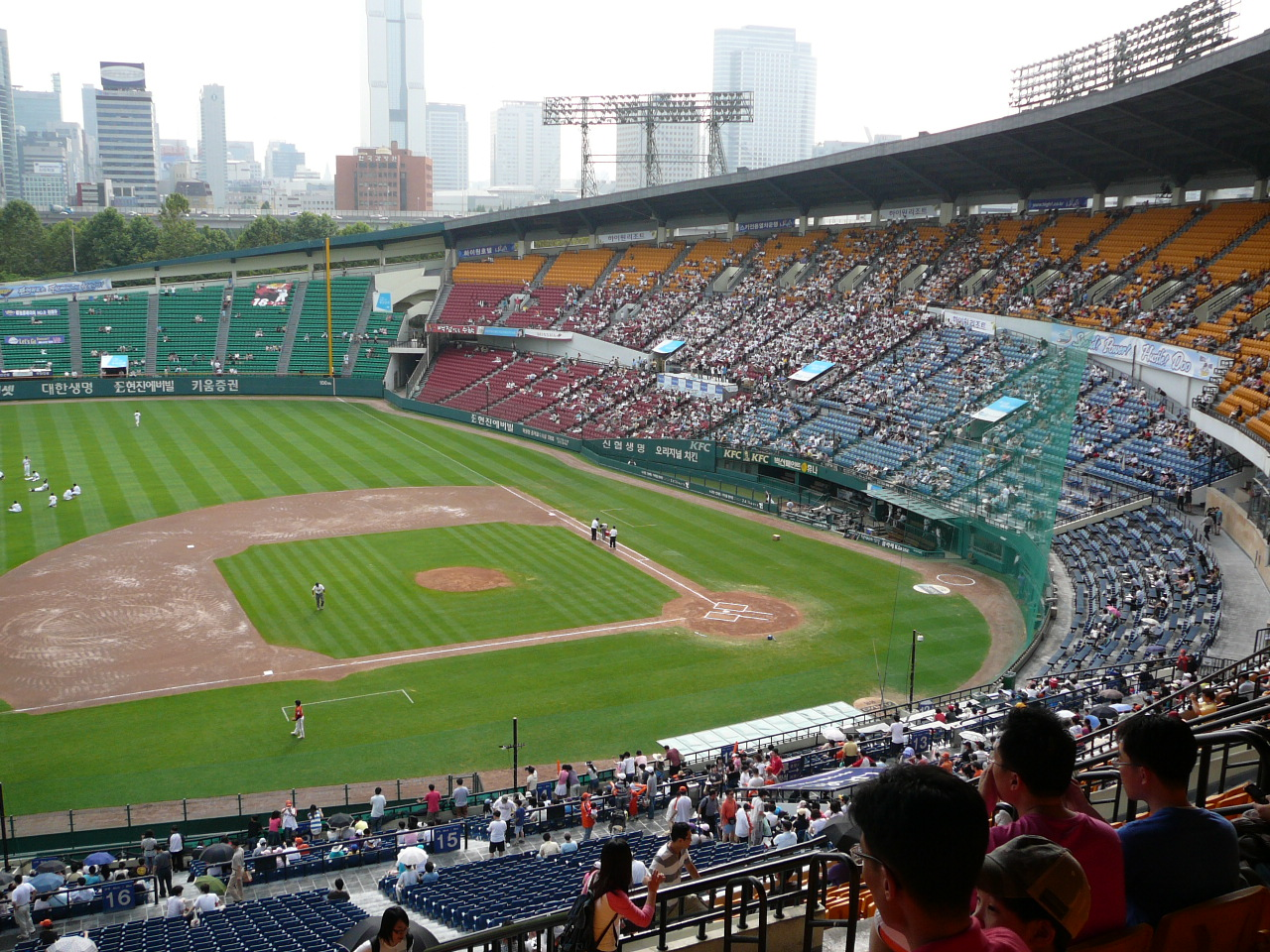
Jamsil Baseball Stadium